# Фошо, Пьер
Пьер Фошо́ (фр. Pierre Faucheux; 12 февраля 1924, XIV округ Парижа — 16 декабря 1999, Сюрен, О-де-Сен) — французский графический дизайнер и типограф.
Фошо учился в Школе Этьен под руководством иллюстратора Робера Бонфиса. Начал свою карьеру в 1942 году в издательстве «Фламмарион». После Второй мировой войны работал с издателем Эдмоном Шарло, а в 1946 году стал художественным руководителем Французского книжного клуба. Его последующая работа в рамках клуба оказала значительное влияние на книжный дизайн во Франции. Оформленные в 1947 году «Афоризмы» Георга Кристофа Лихтенберга считаются одной из лучших работ Фошо.
В 1954 году дизайнер присоединился к Клубу книготорговцев Франции, где продолжил оформлять книги. Фошо работал с журналом «Искусство сегодня», который основали художники Андре Блок и Эдгар Пилле, сотрудничал с Ле Корбюзье и сюрреалистами. В 1963 году дизайнер основал «Ателье Пьера Фошо», где среди прочего разработал обложки серии «Le Livre de Poche» издательства «Hachette».
Кроме того, Фошо работал над серией «Libertés» издателя Жан-Жака Повера, а также оформил первое издание «Энциклопедии Универсалис».

## Публикации
- Faucheux, Pierre. Écrire l'espace. — Paris : Robert Laffont, 1978. — ISBN 2-221-00075-7.